# Sciopero nei servizi pubblici essenziali
Lo sciopero nei servizi pubblici essenziali, secondo la legge italiana, facendo riferimento all'esercizio del diritto di sciopero, in settori che offrono servizi indispensabili per garantire ai cittadini il godimento di diritti della persona costituzionalmente tutelati.

## Storia
Dopo l'entrata in vigore della costituzione della Repubblica Italiana, per più di 40 anni il legislatore si è astenuto dal dettare una disciplina organica in materia, lasciando che supplissero le norme penali e l'interpretazione giurisprudenziale, ma ha solo avvertito il bisogno di stabilire una disciplina specifica dello sciopero in settori di eccezionale delicatezza quali gli impianti nucleari (artt. 49 e 129 del D.P.R. 13 febbraio 1964 n. 185), il controllo del traffico aereo (art. 4 della legge 23 maggio 1980 n. 242).
Solo con la legge 12 giugno 1990, n. 146 è stata emanata una specifica disciplina, tuttora in vigore, con le modifiche apportate con la legge 11 aprile 2000, n. 83. Successivamente con specifici interventi normativi venne esteso il diritto di sciopero, seppur con alcune limitazioni, per gli appartenenti ad alcune forze di polizia italiane come ad esempio la Polizia di Stato, mentre è attualmente precluso per gli appartenenti alle forze armate italiane.

## Disciplina normativa

### Il fondamento costituzionale
L'articolo 40 della Costituzione della Repubblica Italiana del 1948 dispone che "il diritto di sciopero si esercita nell'ambito delle leggi che lo regolano". Nell'ambito quindi di un generale riconoscimento del diritto di sciopero, la legge italiana, mantiene però in vigore e richiamate dal testo costituzionale alcune norme del codice penale del 1930, gli articoli 330 e 333 del codice penale, che prevedevano i reati di abbandono - rispettivamente collettivo e individuale - di un pubblico servizio.
Tali norme tuttavia, come altre che vietavano lo sciopero sanzionandolo pesantemente, furono negli anni successivi riplasmate dalla giurisprudenza della corte costituzionale, che le armonizzò al nuovo ordinamento costituzionale democratico.

### La legge 12 giugno 1990, n. 146
Prima di esplicitare l'intento di bilanciare il diritto di sciopero con "i diritti della persona, costituzionalmente tutelati, alla vita, alla salute, alla libertà ed alla sicurezza, alla libertà di circolazione, all'assistenza e previdenza sociale, all'istruzione ed alla libertà di comunicazione", la legge qualifica come servizi pubblici essenziali quei servizi che sono volti al godimento di tali diritti, a prescindere dalla natura giuridica del rapporto di lavoro (pubblica o privata, dipendente o autonoma).
Il primo articolo continua con un lungo elenco esemplificativo di attività nelle quali, in caso di sciopero, deve essere assicurata l'erogazione delle prestazioni qualificate come indispensabili dai contratti collettivi nazionali o, nei casi di lavoratori autonomi, professionisti e piccoli imprenditori, dai codici di autoregolamentazione di categoria. La Commissione di garanzia valuta l'idoneità degli accordi e può in caso negativo stabilire una regolamentazione medio tempore da mantenersi fino al raggiungimento di un accordo idoneo. Gli stessi contratti collettivi devono prevedere procedure di conciliazione e raffreddamento obbligatorie prima della proclamazione dello sciopero (art. 2.2). Dello sciopero deve essere dato preavviso di almeno 10 giorni e devono essere indicate durata, modalità e motivazione (art. 2.1 e 2.5). Le imprese erogatrici sono tenute a dare comunicazione agli utenti almeno 5 giorni prima dello sciopero. Sfruttare "l'effetto annuncio", cioè comunicare lo sciopero e revocarlo dopo tale comunicazione, costituisce forma sleale di azione sindacale da parte delle organizzazioni sindacali.
Le sanzioni per i lavoratori sono di natura disciplinare o pecuniaria (è escluso il licenziamento); le organizzazioni sindacali e i responsabili delle imprese erogatrici sono invece soggetti a sanzioni pecuniarie amministrative.
La legge abroga espressamente gli articoli 330 e 333 del codice penale. 

### La precettazione speciale
La disciplina del diritto di sciopero nei servizi pubblici essenziali si vale di un altro strumento, la precettazione, che trovava fino al 1990 la sua fonte nell'articolo 20 testo unico della legge comunale e provinciale n. 383/1934, che attribuisce tuttora al prefetto il potere di emettere ordinanze di carattere contingibile e urgente in materia di edilizia, polizia locale e igiene, per motivi di sanità o di sicurezza pubblica. La contravvenzione a tali ordinanze costituisce reato. La legge del 1990 ha dettato una disciplina specifica di precettazione speciale per il caso in cui "sussista il fondato pericolo di un pregiudizio grave e imminente ai diritti della persona costituzionalmente tutelati" (articolo 8.11).
La precettazione consiste in un'ordinanza del Presidente del consiglio (per il caso di conflitto di rilevanza nazionale o interregionale) ovvero del prefetto, con la quale, dopo aver invitato le parti a desistere e aver tentato una conciliazione, si dispone il differimento dello sciopero ad altra data, ovvero se ne riduce la durata, ovvero si impone di osservare le misure idonee ad assicurare livelli di funzionamento compatibili con la salvaguardia dei diritti costituzionalmente tutelati (articolo 8.2). L'ordinanza di precettazione può essere impugnata davanti al TAR.